# Accumulateur lithium-fer-phosphate
 (décembre 2024).
Si vous disposez d'ouvrages ou d'articles de référence ou si vous connaissez des sites web de qualité traitant du thème abordé ici, merci de compléter l'article en donnant les références utiles à sa vérifiabilité et en les liant à la section « Notes et références ».

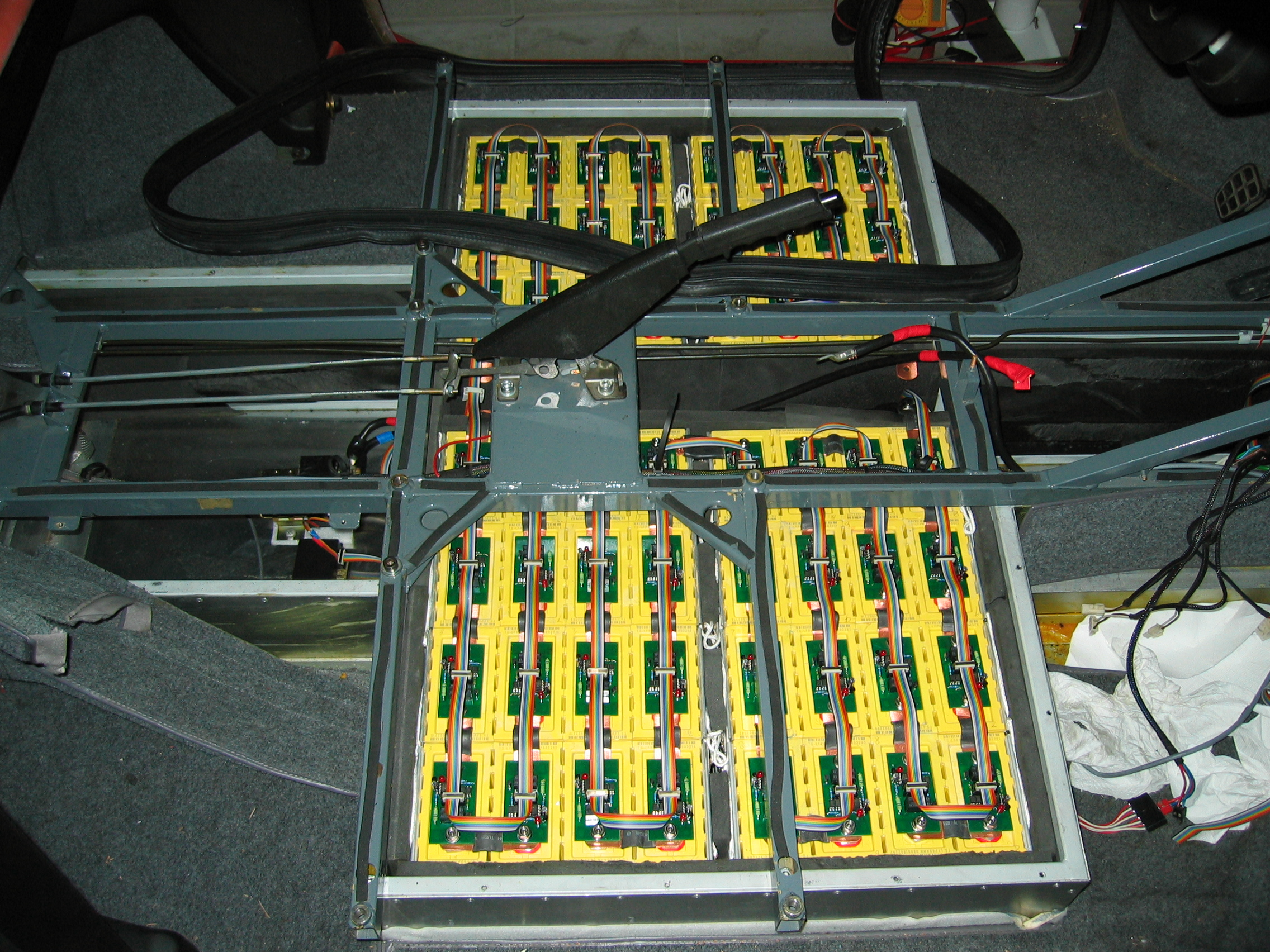
Une batterie de voiture intégrée.

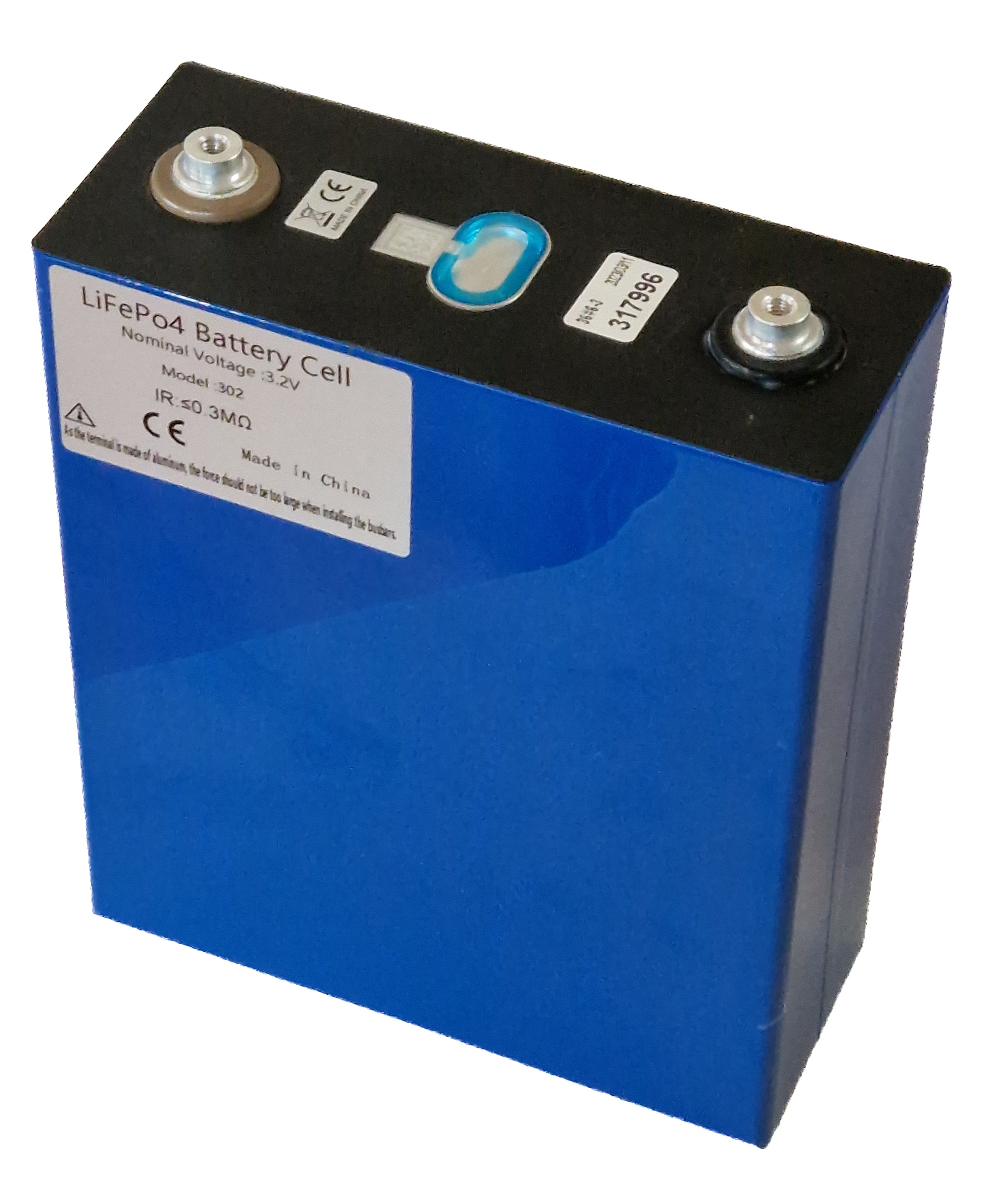
Module d'une capacité de 302 Ah à 3,2 V.

Un accumulateur lithium-fer-phosphate dit accumulateur LFP (ou batterie LFP) ou accumulateur LiFe est un accumulateur lithium-ion dont la cathode est faite de phosphate de fer et de lithium : LiFePO4.
Les batteries LFP se sont rapidement répandues dans l’univers de la robotique du fait de leurs avantages notables.
Elles sont largement utilisées en Chine pour les véhicules électriques du fait de leur coût moins élevé, malgré leur moindre densité d'énergie. L'Agence internationale de l'énergie prévoit qu'elles sont appelées à être de plus en plus utilisées pour les véhicules électriques urbains d'entrée de gamme en Europe et aux États-Unis.

## Caractéristiques
Les accumulateurs LFP ont une densité d'énergie inférieure d'environ 14 % à celle des batteries Li-ion classiques de type LiCoO2. Elles supportent beaucoup plus de cycles de recharge, ce qui leur donne une grande longévité. En outre, s'il est toujours nécessaire de privilégier les charges partielles pour limiter la dégradation dans le temps, les batteries LFP sont moins contraignantes car plus résistantes à ce genre de traitement. Ces batteries supportent des intensités élevées, ce qui leur permet à la fois de fournir beaucoup de puissance et d'être rechargées rapidement.[réf. nécessaire] Néanmoins il est préférable de limiter leurs recharges à 80 % pour sauvegarder leur durée de vie,.
Elles présentent une tension de 3,3 volts par élément, qui varie peu en cours de décharge. Cette caractéristique permet de simplifier l'électronique des circuits exploitant ces batteries dans de nombreuses applications, mais rend difficile l'estimation de la capacité restante.[réf. nécessaire]
Elles présentent beaucoup moins de risques d'incendie et peuvent être utilisées jusqu'à une température de 70 °C. Elles sont moins polluantes et peuvent aussi être stockées sur une longue période,,,,.
Elles sont susceptibles à terme de remplacer les batteries LiCoO2 pour un grand nombre de leurs applications.[réf. nécessaire]

## Invention
Les premières tentatives d’utiliser des particules de LiFePO4 dans la composition d’une batterie furent réalisées par l’ingénieur en chimie A.K. Padhi à l’Electrochemical Society (EMS) dans le New Jersey, en 1996. Il constate cependant que les particules LiFePO4 ont une très faible conductivité électrique. Dans ces conditions, ce genre de batterie ne pouvait pas rivaliser avec la densité énergétique de la batterie au lithium-ion.
Michel Armand, scientifique et professeur français ajoute des nanotubes de carbone aux particules de LiFePO4 et réduit la taille des particules pour pallier les problèmes de conductivité.
Yet-Ming Chiang, ingénieur en chimie d’origine taïwanaise propose d’utiliser l’action de dopage pour les semi-conducteurs, ce qui permet d'en augmenter encore la conductivité.

## Succès pour le marché automobile
Les batteries LFP ont une densité d'énergie inférieure à celle des batteries lithium-ion classiques de type NMC, mais leur coût est moins élevé et surtout elles n'utilisent ni cobalt, ni nickel, matériaux sensibles aux risques d'approvisionnement et de volatilité des prix. Elles sont largement utilisées pour les véhicules électriques en Chine, aussi bien pour les véhicules légers que pour les lourds. Selon l'Agence internationale de l'énergie, elles sont la solution privilégiée lorsque la priorité est le prix plutôt que l'autonomie, donc pour les véhicules d'entrée de gamme, principalement urbains et produits en gros volumes. Elles connaitront une forte croissance en Europe et aux États-Unis d'ici à 2030 du fait des prix élevés du cobalt et du nickel.[réf. nécessaire]
Tesla et Volkswagen ont annoncé l’utilisation de batteries LFP pour leurs voitures de gamme moyenne.

## Position dominante à partir de 2021
Tesla annonce que tous les modèles d'entrée de gamme des Model 3 et Y utiliseront des batteries LFP sans cobalt (provenant d'autres fournisseurs tels que CATL et BYD) à compter de 2021. Cette technologie équipera plus de 50 % des véhicules de la marque dès 2022.
Avec la demande pour les batteries de l'industrie automobile électrique, les prix du cobalt ont culminé en 2017 (30 $/livre) avant de chuter de moitié en 2019 avec l'abandon progressif dans la fabrication des batteries. La structure du marché mondial des batteries pour véhicules électriques a basculé en 2021. La capacité de production des batteries LFP a officiellement dépassé celle des batteries dites ternaires (parmi lesquelles on trouve les batteries contenant du cobalt),,, avec 52 % de la capacité installée et un taux de croissance beaucoup plus rapide que celui des batteries ternaires,. Les analystes estiment que la part de marché mondial des batteries LFP dépassera 60 % en 2024.

## Une technologie où la Chine domine en 2022-2023
En 2022, plus de 95 % des batteries LFP pour véhicules électriques sont fabriquées en Chine ; sur ce total, 85 % des véhicules équipés de batterie LFP sont commercialisés en Chine, les 15 % restants ne sont toutefois pas négligeables puisqu'ils constituent une part importante du marché mondial extérieur à la Chine : au premier rang, on trouve les Tesla Model 3 et Y, pour lesquels les modèles d'entrée de gamme sont équipés de batteries LFP et constituent la majorité des ventes mondiales. Ces deux Tesla trustent les premières places de ventes de véhicules électriques en 2022 ; puis pour la première fois, au premier trimestre 2023, la première place mondiale des ventes automobiles toutes technologies confondues pour un véhicule électrique : le model Y.
En février 2023, Ford annonce un investissement de 3,5 milliards de dollars pour construire une usine dans le Michigan, qui produira des batteries LFP « avec l'intention de rendre les véhicules électriques plus abordables et plus accessibles ». Le projet serait entièrement détenu par une filiale de Ford, serait la plus grosse unité de production de batterie LFP à l'extérieur de la Chine, mais utiliserait une technologie sous licence de la société chinoise de batteries CATL.